# Renat Abdwlïn
Renat Abdwlïn (in kazako Ренат Абдулин?; in russo Ренат Фоотович Абдулин?, Renat Footovič Abdulin; 14 aprile 1982) è un ex calciatore kazako, di ruolo difensore.